# Skíðblaðnir
Nella mitologia norrena, Skíðblaðnir è la nave di Freyr. Questa imbarcazione è stata fatta da Dvalin e i suoi fratelli nani, detti "figli di Ívaldi". Fu fabbricata, insieme al mitico cinghiale Gullinbursti, su richiesta di Loki e fu data al dio come riparazione per il furto della chioma d'oro di Sif.
La nave era abbastanza grande per contenere tutti gli abitanti di Ásgarðr, e aveva la particolarità di avere sempre il vento a favore, in qualunque direzione andasse. Poteva veleggiare non solo attraverso il mare, ma anche attraverso la terra. Secondo la saga degli Ynglingar, Skíðblaðnir era fatta in modo che potesse essere tutta ripiegata tanto da stare nella borsa quando essa non era usata.
Così viene brevemente citata nel poema eddico Grímnismál:
gengo í árdaga 

skíðblaðni at skapa, 

skipa bezt, 

skírom Frey, 

nýtom Niarðar bur.

Askr Yggdrasils, 

hann er æztr viða,

en Skíðblaðnir skipa,

Óðinn ása,

en ióa Sleipnir,

Bilröst brúa,

en Bragi skálda,

Hábrók hauka,

en hunda Garmr.»
andarono al principio

a forgiare Skíðblaðnir,

nave propizia

per il luminoso Freyr,

il benedetto figlio di Niörðr.

Il frassino  Yggdrasill

è il migliore tra gli alberi,

Skíðblaðnir tra le navi,

Óðinn tra gli Æsir,

e tra i cavalli Sleipnir,

Bilröst tra i ponti

e Bragi tra gli scaldi,

Hábrók tra i falchi

e tra i cani Garmr.»
(Edda poetica - Grímnismál - Il discorso di Grímnir XLIII-XLIV)